# Rodì Milici
Rodì Milici – miejscowość i gmina we Włoszech, w regionie Sycylia, w prowincji Mesyna.
Według danych na rok 2004 gminę zamieszkiwało 2335 osób, 64,9 os./km².